# محمد ایکی
محمد ایکی (انگلیسی: Mehmet Ekici؛ زادهٔ ۲۵ مارس ۱۹۹۰) بازیکن فوتبال اهل ترکیه است.
از باشگاه‌هایی که در آن بازی کرده‌است می‌توان به باشگاه فوتبال بایرن مونیخ ۲، باشگاه فوتبال ترابزون‌اسپور، باشگاه ورزشی وردر برمن، باشگاه فوتبال بایرن مونیخ، و باشگاه فوتبال نورنبرگ اشاره کرد.
وی همچنین در تیم‌های ملی فوتبال جوانان آلمان، جوانان آلمان، جوانان آلمان، جوانان آلمان، زیر ۲۱ سال آلمان، و ترکیه بازی کرده‌است.